# 緒方由美
緒方 由美（おがた ゆみ、1981年1月26日 - ）は、熊本県を拠点に活動するローカルタレント。愛称はおがっち。

## 来歴
熊本県下益城郡砥用町（現・美里町）で生まれる。八代白百合学園高等学校卒。
小学校1年から父親の影響で剣道をはじめ、小・中・高と剣道に精力を注ぐ。中学校では中体連の全国中学校剣道大会に向けて励む。高校では強豪・八代白百合学園高校の剣道部に所属して日本一を目指し、3段を取得。この間、1996年（平成8年）の第32回熊日杯県下段別剣道選手権大会、1997年（平成9年）の第33回熊日杯県下段別剣道選手権大会において、2年連続して女子2段の部で優勝している。
高校卒業後、TKUテレビ熊本のレポーター募集オーディションに合格してタレント活動を開始。オーディションでは、剣道の声と動きでアピールしたという。1999年（平成11年）4月3日より、現在に至るまで、テレビ熊本の若者向け情報番組『若っ人ランド』のリポーター兼MCを務めている。
熊本を中心に、テレビ番組出演の他、CM、イベントの司会などもこなす。2010年（平成22年）9月には熊本県警の1日交通部長、同年10月13日には、宇城警察署の一日警察署長を務め、『月刊タウン情報クマモト』2012年5月号では一日編集長を務めた。芸能事務所には所属せず、フリーランスとして活動している。
2010年12月5日、自身が30歳になるのを機に剣道の昇段試験を受け、合格して4段を取得した。
2012年（平成24年）に放送されたFNS27時間テレビの「FNSアナウンサーがんばった歌謡大賞」では、アナウンサーではないもののテレビ熊本代表に選ばれ、得意の剣道で、山陰中央テレビアナウンサー五十嵐希のなぎなたと対戦した。
2017年12月23日 TKUの番組「若っ人ランド」、25日 同「英太郎のかたらんね」で、同年6月に結婚したことを発表した。
2018年7月16日3142グラムの男の子を出産したことが、7月19日放送TKU「英太郎のかたらんね」番組内で伝えられた。

## 人物
- 温泉、サウナが好き[3][4]。
- 2005年～2007年若っ人ランドの企画にて漢字検定二級に合格。
- 非常に達筆。
- 2010年マラソンに初挑戦し、2012年2月19日の第1回熊本城マラソンにも参加した[1][3]。
- 番組出演中は元気いっぱいで明るく、テンションも高い[1][3][12]。
- 熊本県理容組合主催の「チャリティ2006ベストヘアーKumamoto」では、女性部門ベストヘアーを受賞した[13]。
- くまモンとのコンビは熊本県のみならず全国でも人気が高い。
- 周りからは熊本弁の達人と呼ばれている。
- 独特の言語感覚を持っており、奇抜な言い間違いや文字の読み間違い、会話をする中での思いがけない返し言葉によって、周囲や視聴者の笑いを誘うことが多い。

## 出演

### 現在の出演番組
- 若っ人ランド（テレビ熊本、土曜16:30～17:25）
- 英太郎のかたらんね（テレビ熊本、月～金曜9:50～10:50） - 月曜レギュラー「おがっちのわいさ〜し」担当、木曜中継コーナーリポーター

### 過去の出演番組
- TKUスーパーニュースぴゅあピュア （テレビ熊本） - 第1部（17時台）月曜レギュラー、くまモンキャラバンなど
- ハイスクール天国（テレビ熊本、月曜22:54～23:00） - レギュラー
- トレナビ　秋STYLE!（テレビ熊本、2008年9月27日） - ナビゲーター
- 黒木よしひろの302号室（FM熊本、2009年12月10日） - ゲスト
- 2011最新流行大予測! !「こらよかバイ!」（テレビ熊本、2011年1月1日） - MC
- 人に聞けない！？ わかるTV2（テレビ熊本、2011年2月27日） - MC
- 新幹線でいく！とっておきの関西女子旅　～三都物語～（テレビ熊本・テレビ西日本・鹿児島テレビ、2011年10月10日）
- 私立高校を徹底調査!集まれ中学生!!（テレビ熊本、2011年10月30日）
- なるほど・ザ・くまもと 熊本王決定戦（テレビ熊本、2012年1月4日）
- カスペ! FNS27時間テレビ FNSアナウンサー歌謡大賞 全国歌うまNO.1アナ決定! 爆笑オーディション!!（フジテレビ、2012年7月10日）
- FNS27時間テレビ 笑っていいとも!真夏の超団結特大号!!徹夜でがんばっちゃってもいいかな?（フジテレビ、2012年7月22日）
- 私立高校を徹底調査 集まれ中学生！！2012（テレビ熊本、2012年10月27日） - MC
- 英太郎のかたらんね（テレビ熊本、月～金曜9:50～10:50） 木曜中継「出張!くまモンとかたらんね」リポーター

### テレビドラマ
- 郷土の偉人シリーズ第11弾 農魂の人・松田喜一伝～人間作れ、土作れ！～（テレビ熊本、2003年11月1日）
- 夢の架け橋 天草五橋に情熱をかけた男 森慈秀（テレビ熊本、2004年11月7日） - 領民役
- 彼らの海VIII Sentimental Journey（テレビ熊本、2006年2月25日） - 看護師役
- 郷土の偉人シリーズ第20弾 郷土の共に歩んだ真の指導者 河津寅雄（テレビ熊本、2012年10月27日） - 農家役

### 吹き替え
- Mr.インクレディブル（米ディズニーアニメ、2004年）

### CM
- 寺原自動車学校「RV教習編」「ケータイ予約編」（2003年）
- 熊本市 プラスチック製容器包装の分別収集「歌のお姉さん篇」（2010年）
- JU熊本
- 高橋酒造しろ（2013年）
- 道の駅美里佐俣の湯
- 全日本武道具イメージキャラクター

### 雑誌
- 月刊タウン情報 クマモト（ウルトラハウス）274号（2002年8月号） 表紙
- 月刊タウン情報 クマモト（ウルトラハウス）391号（2012年5月号）